# Tokugawa-shogunaat

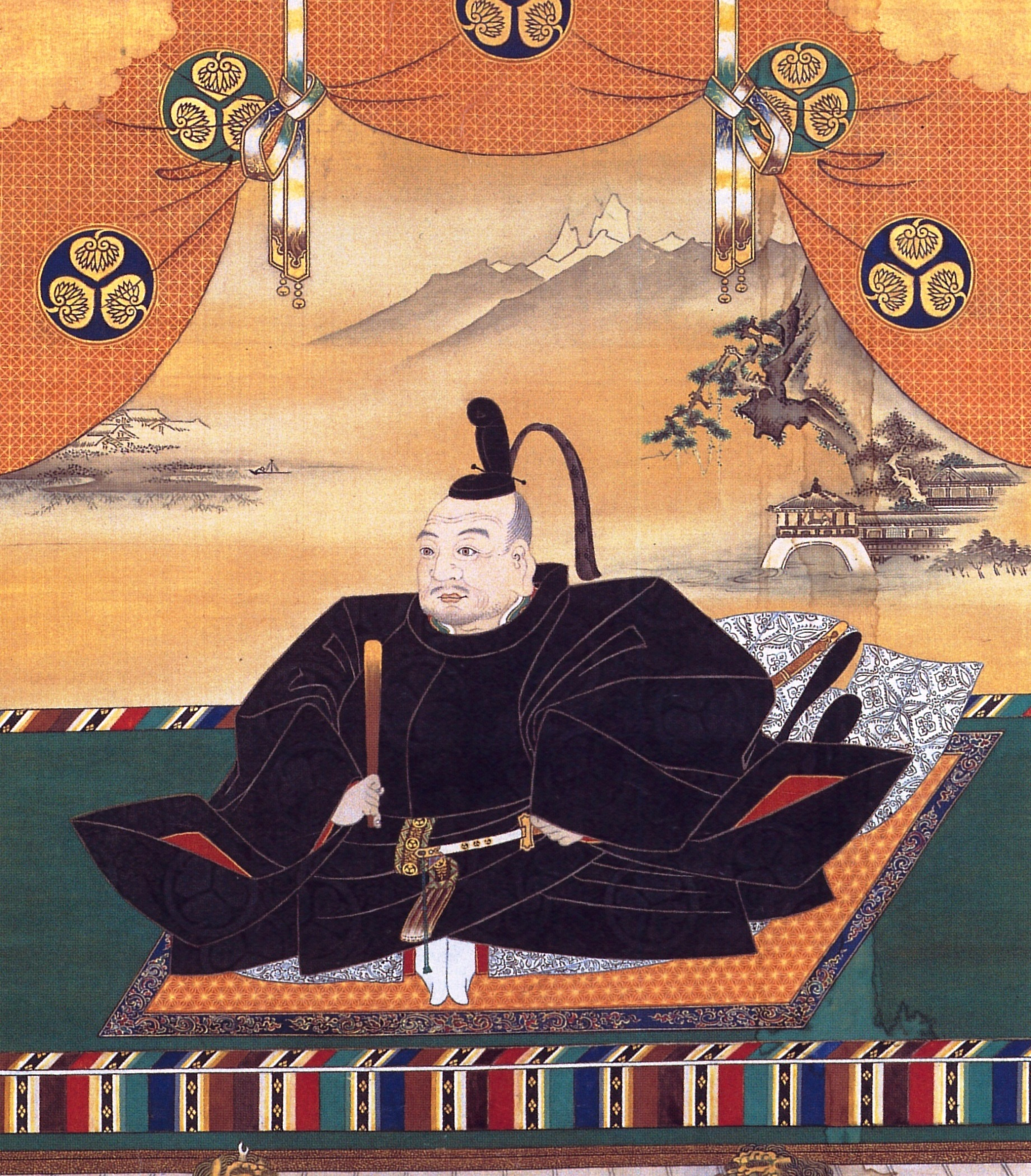
Tokugawa Ieyasu

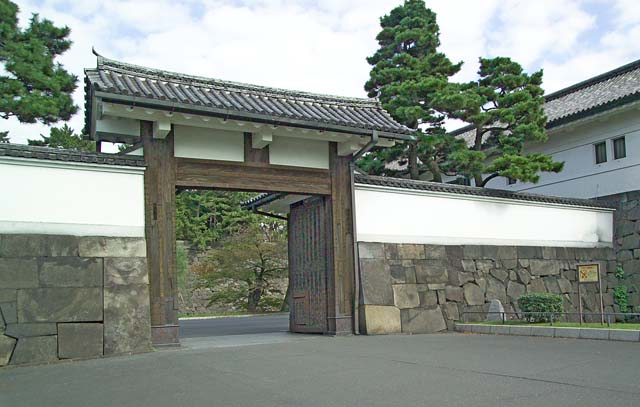
De Sakuradapoort van het kasteel te Edo, het regeringscentrum van de Tokugawa

De Tokugawa (Japans: 徳川) waren een dynastie van shoguns die hun naam gegeven hebben aan het Tokugawa-shogunaat (Japans: 徳川幕府;Tokugawa bakufu of Edo bakufu). Het Tokugawa-shogunaat volgde op de Sengoku-periode. De Tokugawa-familie heerste over Japan van 1600, na de Slag bij Sekigahara, tot de Meiji-restauratie in 1867.
De eerste shogun van de dynastie was Tokugawa Ieyasu, de laatste was Tokugawa Yoshinobu. De periode van hun regeren wordt ook de Edoperiode genoemd, omdat de Tokugawa's bij hun machtsovername de zetel van de politieke macht verplaatsten van Kioto, waar de keizer verbleef, naar het toenmalige Edo, dat nadien Tokio zou worden genoemd wat "hoofdstad in het oosten" betekent.
Ten tijde van het Tokugawa-shogunaat vonden in Nagasaki ernstige christenvervolgingen plaats (1612).

## Lijst van Tokugawa-shoguns (1603-1867)
| Shogun | Shogun                          | Regeerperiode |
| ------ | ------------------------------- | ------------- |
|        | Tokugawa Ieyasu (1543-1616)     | 1603–1605     |
|        | Tokugawa Hidetada (1579-1632)   | 1605–1623     |
|        | Tokugawa Iemitsu (1604-1651)    | 1623–1651     |
|        | Tokugawa Ietsuna (1641-1680)    | 1651–1680     |
|        | Tokugawa Tsunayoshi (1646-1709) | 1680–1709     |
|        | Tokugawa Ienobu (1662-1712)     | 1709–1712     |
|        | Tokugawa Ietsugu (1709-1716)    | 1713–1716     |
|        | Tokugawa Yoshimune (1684-1751)  | 1716–1745     |
|        | Tokugawa Ieshige (1711-1761)    | 1745–1760     |
|        | Tokugawa Ieharu (1737-1786)     | 1760–1786     |
|        | Tokugawa Ienari (1773-1841)     | 1787–1837     |
|        | Tokugawa Ieyoshi (1793-1853)    | 1837–1853     |
|        | Tokugawa Iesada (1824-1858)     | 1853–1858     |
|        | Tokugawa Iemochi (1846-1866)    | 1858–1866     |
|        | Tokugawa Yoshinobu (1837-1913)  | 1866–1867     |